# Сент Китс и Невис на Светском првенству у атлетици у дворани 2018.
Сент Китс и Невис је учествовао на 17. Светском првенству у атлетици у дворани 2018. одржаном у Бирмингему од 1. до 4. марта. Репрезентацију Сент Китса и Невиса на њеном деветом учествовању на светским првенствима у дворани представљао је 1 атлетичар који се такмичио у трци на 60 метара.,
На овом првенству такмичар Сент Китса и Невиса није освојио ниједну медаљу нити је оборен неки рекорд.

## Учесници
Мушкарци:
- Ким Колинс — 60 м

## Резултати

### Мушкарци
| Атлетичар  | Дисциплина | Лични рекорд | Квалификације  | Квалификације | Полуфинале        | Полуфинале        | Финале               | Финале               | Детаљи |
| Атлетичар  | Дисциплина | Лични рекорд | Резултат       | Место         | Резултат          | Место             | Резултат             | Место                | Детаљи |
| ---------- | ---------- | ------------ | -------------- | ------------- | ----------------- | ----------------- | -------------------- | -------------------- | ------ |
| Ким Колинс | 60 м       | 6.47 НР      | 6,77 (.770) КВ | 3 у гр. 1     | Није се стартовао | Није се стартовао | Није се квалификовао | Није се квалификовао |        |